# Kalikurmo
Kalikurmo is een bestuurslaag in het regentschap Semarang van de provincie Midden-Java, Indonesië. Kalikurmo telt 2102 inwoners (volkstelling 2010).